# Woomera
Woomera Village, (en español Aldea de Woomera) o simplemente Woomera, es una localidad australiana ubicada al noroeste del estado de Australia Meridional que sirve de apoyo y reabastecimiento para el Campo de Experimentación de Proyectiles de Woomera. Woomera se encuentra dentro de los límites del complejo. Oficialmente, es una instalación de propiedad de la Fuerza de Defensa Australiana, es administrada por la Defence Support & Reform Group (DSRG) en nombre de la Real Fuerza Aérea Australiana y allí residen los investigadores empleados en los laboratorios del campo de experimentación. Los aborígenes que vivían en este desierto fueron trasladados a otras regiones. La localidad tiene una población permanente de 200 habitantes. Woomera también es el nombre de un arma de impulso que utilizaban los aborígenes australianos y conocida como "átlatl" en otras culturas y como propulsor en el Paleolítico.

## Turismo
El precinto histórico del pueblo atrae a un gran número de turistas cada año que van a visitar varias de las atracciones locales, entre ellas Missile Park, Heritage Centre, Museo de Historia y otras como Butement Square, el Hotel Eldo (anteriormente el centro de operaciones para la Organización de Desarrollo de Lanzamiento Europea), y el observatorio local. Aproximadamente 65.000 turistas visitan Woomera cada año, y casi la mitad de estos se pasan a Roxby Downs (lugar de la mina Olympic Dam de BHP).

### Libros
- Beadell, Len (1975). Still in the Bush. Adelaide: Rigby Limited. ISBN 0727000209.
- Dennis, Peter; Grey, Jeffrey; Morris, Ewan; Prior, Robin (2008). The Oxford Companion to Australian Military History (2 edición). South Melbourne, VIC: Oxford University Press. ISBN 9780195517842. OCLC 271822831.

### Artículos
- Amos, Jonathan (13 de junio de 2010). «Japanese Hayabusa asteroid mission comes home». BBC News. Consultado el 13 de julio de 2011.
- DeBelle, Penelope (25 de julio de 2009). «Blast from the past». The Advertiser. Consultado el 13 de julio de 2011.
- Wellfare, John (24 de febrero de 2005). «Our vital wasteland». Air Force News (Royal Australian Air Force). Archivado desde el original el 8 de junio de 2011. Consultado el 13 de julio de 2011.
- Wheatley, Kim (17 de noviembre de 2009). «International allies flock to Woomera testing range». Adelaide Advertiser. Consultado el 12 d julio 2011.
- Beadell, Len (1998) [1967]. Blast the Bush. The Rocks, NSW: Landsdowne Publishing. ISBN 1863026185. OCLC 38835933.
- Morton, Peter (1989). Fire across the desert: Woomera and the Anglo-Australian Joint Project 1946-1980. Canberra, ACT: AGPS Press. ISBN 0644060689. OCLC 29261144.